# Kloster Villelongue
Das Kloster Villelongue (Villa longa) ist eine ehemalige Zisterzienserabtei in der Gemeinde Saint-Martin-le-Vieil im Département Aude, Region Okzitanien, in Frankreich. Es liegt rund 21 Kilometer nordwestlich von Carcassonne am Fluss Vernasonne.

## Geschichte

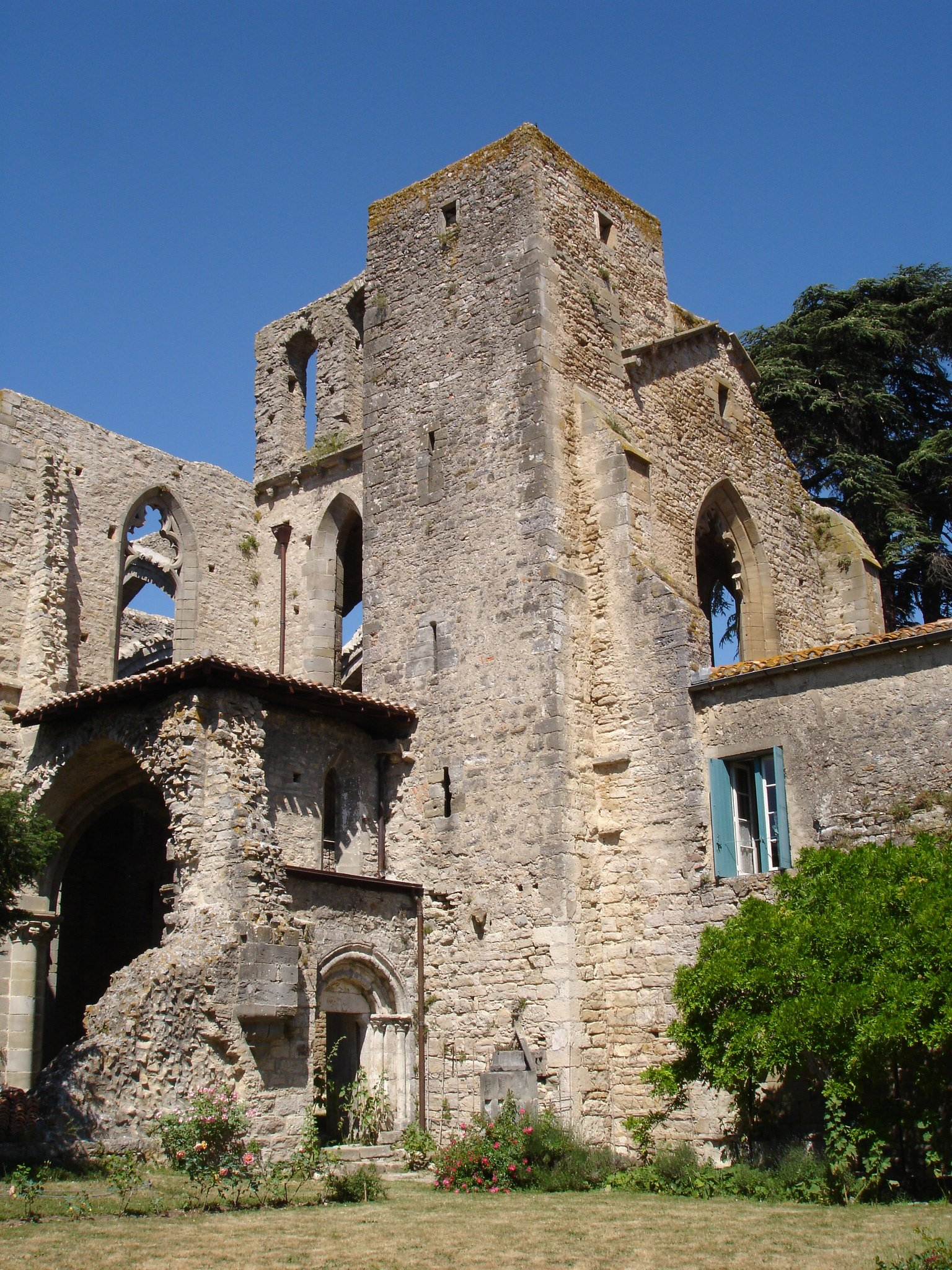
Die Abteikirche

Das Kloster wurde im Jahr 1149 an einem Compagnes genannten Ort in der Montagne Noire nördlich von Saissac durch den Mönch Guillaume gegründet, der aus Kloster Bonnefont gekommen war. Das neue Kloster gehörte damit der Filiation der Primarabtei Morimond an. Gegen 1170 wurde es an seine klimatisch günstigere jetzige Stelle verlegt. Es wurde vom Vicomte von Carcassonne und von den Herren von Saissac ausgestattet. Ab 1180 erfolgte der Ausbau des Klosters in Stein. Der Albigenserkreuzzug, an dem sich vier seiner Äbte beteiligten, brachte dem Kloster Reichtum. Villelongue übernahm die Schutzherrschaft über das Nonnenkloster Rieunette. Zu Beginn des 14. Jahrhunderts zählte das Kloster über 30 Mönche. Zu dem Kloster gehörten die Grangien Le Conquet, Rascagnal, Trèbes, Camp des Caus, Puech-Auriol, Puech-Aldebert sowie die Priorate Saint-André de Fraissinède, Saint-Julien-de-l’Escau, Mas de la Garrigue und Saint-Sébastien de Madagens. Bald darauf setzte jedoch der Niedergang ein, der durch die schwarze Pest (1348) beschleunigt wurde. Die Unterstellung unter die Kommende 1560 führte zu einem weiteren geistigen Niedergang. 1568 kam eine Plünderung durch die Calvinisten hinzu. Gegen Ende des Ancien Régime verfiel das nur noch von zwei oder drei Mönchen bewohnte Kloster, bis es in der Französischen Revolution aufgelöst und verkauft wurde. Anschließend wurden Teile der Anlage abgebrochen. Die wiederholt wechselnden Eigentümer des 19. Jahrhunderts passten die verbliebenen Teile an die Bedürfnisse der Landwirtschaft an. Aus dem Refektorium wurde ein Pferdestall, aus dem Konversenbau ein Schafstall und aus dem Kapitelsaal wurde ein Weinlager. 1899 kam das Kloster in neue Hände und 1916 wurde die Klassifikation als Monument historique erreicht. Seit 1984 besteht eine Gesellschaft der Freunde der Abtei.

## Bauten und Anlage

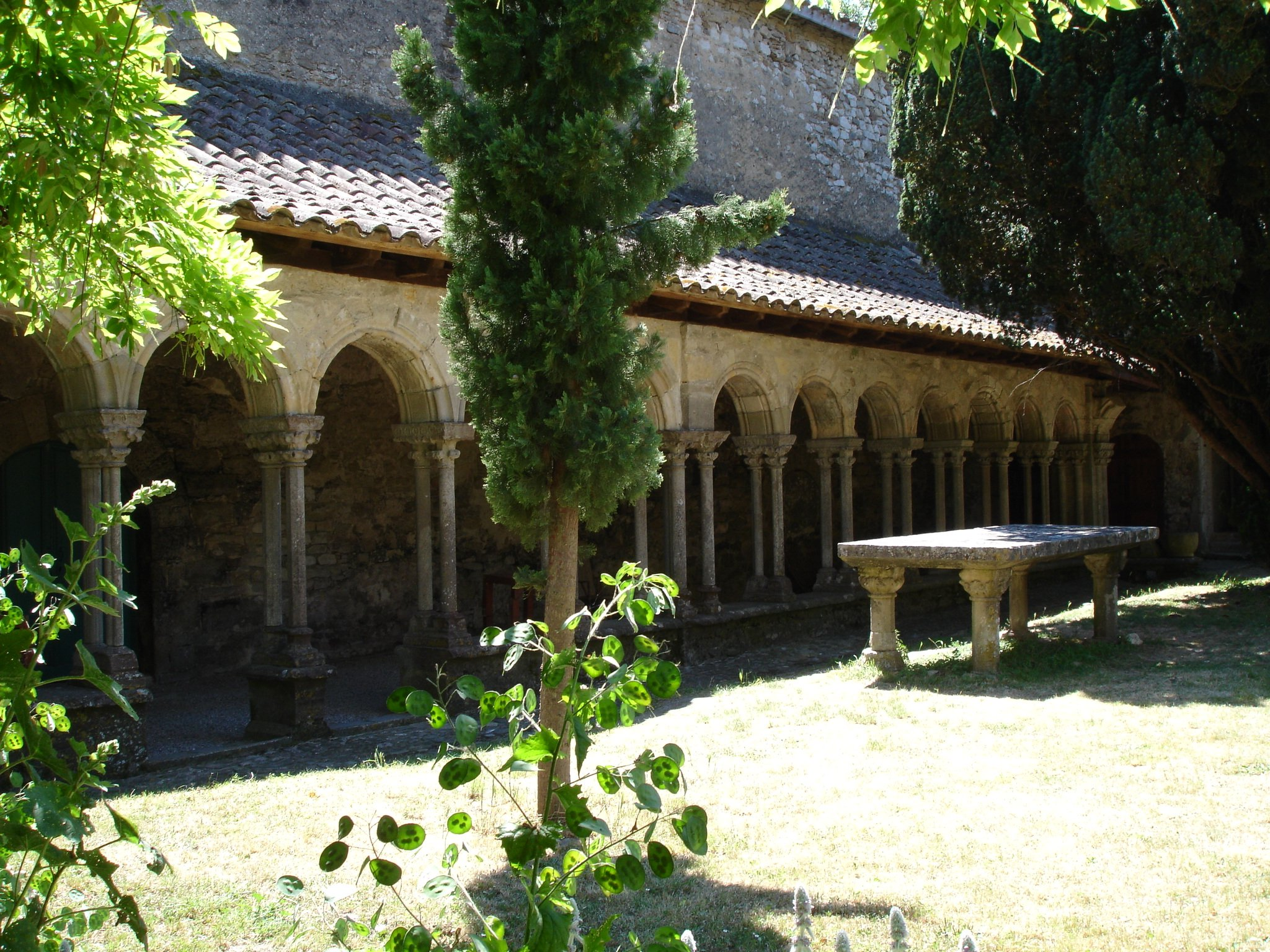
Südflügel des Kreuzgangs

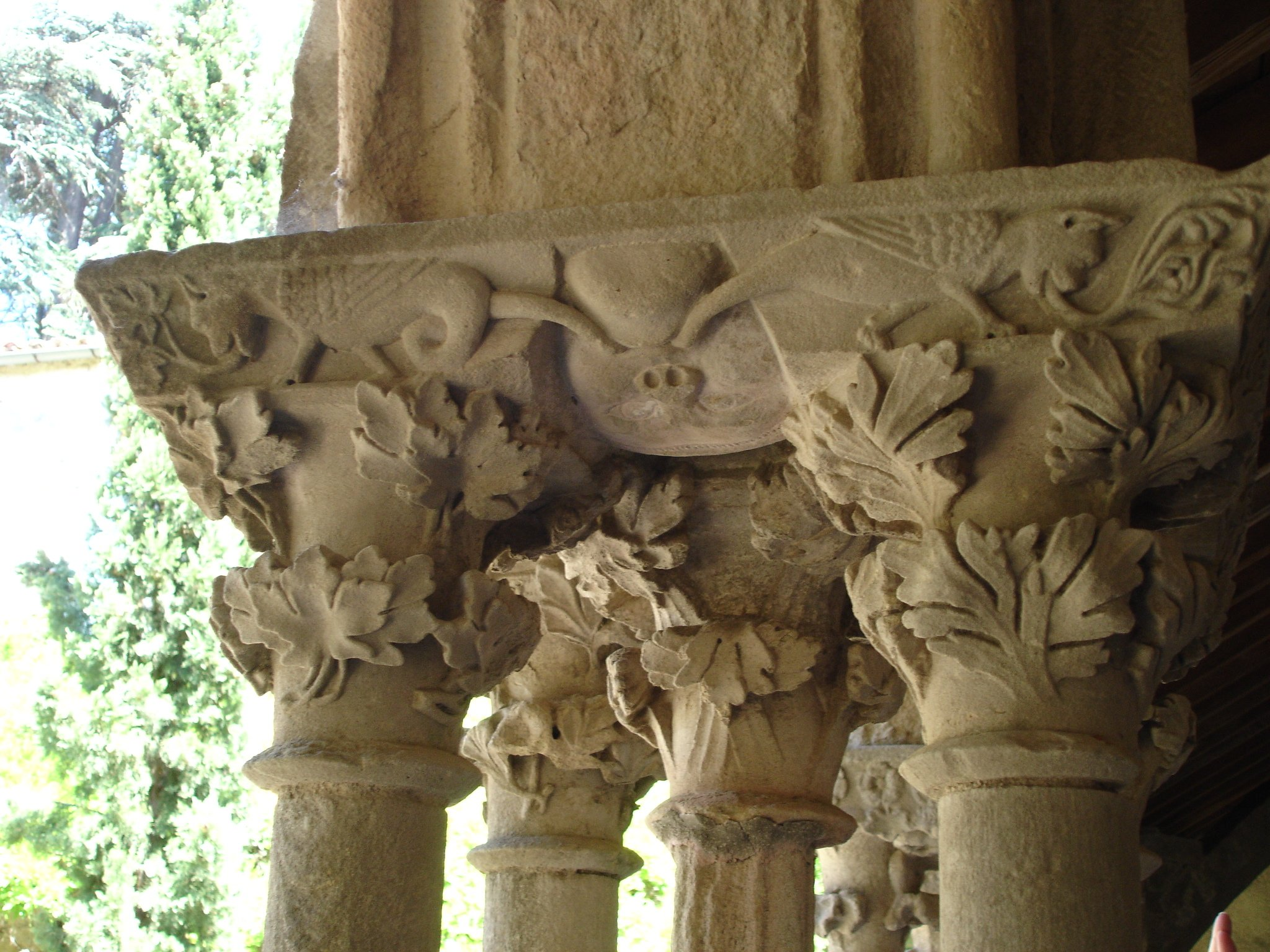
Detail eines Kapitells

Von der ursprünglich 57 m langen, kreuzrippengewölbten Kirche sind die Ostteile erhalten, nämlich das östliche Langhausjoch, Querhaus mit je zwei gerade geschlossenen Kapellen an den Ostseiten und der Dormitoriumstreppe im Süden und der flachgeschlossene Chor mit einer drei Rundbogenfenstern und einer Rosette, deren Maßwerk verloren gegangen ist. Die figürliche Ausstattung widerspricht der Zisterzienserregel. Die südliche Galerie des Kreuzgangs ist restauriert worden, die Kapitelle sind mit Laubwerk, Ungeheuern und Tieren geschmückt. Die drei anderen Galerien sind nicht mehr vorhanden. Im Ostteil der Klausur sind in der Sakristei Freskenreste aus dem frühen 13. Jahrhundert erhalten, darunter der Hl. Michael im Kampf mit dem Drachen. Der Kapitelsaal wurde gegen 1170 errichtet; sein Kreuzrippengewölbe ruht auf zwei Säulen. Parlatorium, Mönchssaal und Kalefaktorium wie das Dormitorium im Obergeschoss werden privat genutzt. Auch das kreuzrippengewölbte Refektorium und die Küche sind erhalten.